# Riawale
Riawale is een bestuurslaag in het regentschap Flores Timur van de provincie Oost-Nusa Tenggara, Indonesië. Riawale telt 275 inwoners (volkstelling 2010).